# Льгов-Киевский
Льгов-Ки́евский (Льгов I) — узловая железнодорожная станция Орловско-Курского региона Московской железной дороги, расположена в городе Льгове Курской области. Станция расположена на пересечении железнодорожных линий Киев — Воронеж и Москва — Брянск — Льгов — Харьков.

## Пригородное сообщение
Пригородное сообщение осуществляется по направлениям:
- Курск — Льгов — Глушково — Ворожба — Тёткино — Локоть (в настоящее время — только до Глушково)
- Льгов — Готня (ныне отменено)
- Льгов — Комаричи — Брянск (в настоящее время — только с пересадкой по станции Комаричи)
- Льгов — Михайловский Рудник — Орёл
- Льгов — Курск

Кроме того, курсирует ускоренный пригородный поезд Орёл — Льгов (6901/6902).

## Поезда дальнего следования
| Круглогодичное обращение поездов | Круглогодичное обращение поездов | Круглогодичное обращение поездов | Круглогодичное обращение поездов |
| № поезда                         | Маршрут движения                 | № поезда                         | Маршрут движения                 |
| -------------------------------- | -------------------------------- | -------------------------------- | -------------------------------- |
| 141                              | Москва — Курск                   | 142                              | Курск — Москва                   |
| 359/360                          | Адлер — Калининград              | 359/360                          | Калининград — Адлер              |

| Сезонное обращение поездов | Сезонное обращение поездов | Сезонное обращение поездов | Сезонное обращение поездов |
| № поезда                   | Маршрут движения           | № поезда                   | Маршрут движения           |
| -------------------------- | -------------------------- | -------------------------- | -------------------------- |
| 467/468                    | Адлер — Смоленск           | 467/468                    | Смоленск — Адлер           |

## История
Станция Льгов была введена в эксплуатацию в 1868 году в составе строящейся линии Курск — Киев. Особенности местности не позволили проложить железную дорогу через город, поэтому станция была построена в 7 верстах от Льгова. Позднее город разросся и станция оказалась внутри городской черты. В 1897 году было завершено строительство линии Брянск — Льгов, Льгов стал узловой станцией Московско-Киево-Воронежской железной дороги. В 1911 году была введена в эксплуатацию линия Льгов — Харьков, относившаяся к Северо-Донецкой железной дороге. Для обслуживания Северо-Донецкой железной дороги был построен отдельный вокзал.
Во время Великой Отечественной войны старое здание вокзала было разрушено. Новый вокзал был сооружён в конце 1940-х годов.

## Название станции
Начиная с 1911 года станция Московско-Киевско-Воронежской железной дороги носила название Льгов I, а станция и оборотное паровозное депо Северо-Донецкой железной дороги — Льгов II. В 1929 году станция Льгов I была переименована в Льгов-Киевский. По состоянию на 2009 год в качестве названия станции официально используются варианты: Льгов-Киевский (в справочниках и расписаниях поездов дальнего следования) и Льгов I (в расписаниях пригородных поездов).